# Onchoporella selenoides
Onchoporella selenoides är en mossdjursart som beskrevs av Ortmann 1890. Onchoporella selenoides ingår i släktet Onchoporella och familjen Calwelliidae. Inga underarter finns listade i Catalogue of Life.